# Lamnostoma orientalis
Lamnostoma orientalis är en fiskart som först beskrevs av Mcclelland, 1844.  Lamnostoma orientalis ingår i släktet Lamnostoma och familjen Ophichthidae. IUCN kategoriserar arten globalt som livskraftig. Inga underarter finns listade i Catalogue of Life.